# Stanisław Betiuk
Stanisław Betiuk (ur. 8 maja 1917) – polski rolnik, „Sprawiedliwy wśród Narodów Świata”.

## Życiorys
W trakcie II wojny światowej Stanisław Betiuk, mieszkaniec wsi Strupin niedaleko Chełma (dystrykt lubelski, dziś województwo lubelskie), sprzedawał produkty rolne rodzinie Handelsmanów. Na początku 1942 r., krótko przed likwidacją chełmskiego getta, Betiuk spotkał się z nimi i zaoferował schronienie dla dwóch córek: Fajdzie (19 lat) i Brusze (17 lat). Po zgodzie ich rodziców, Betiuk przygotował dla nich schron pod oborą, maskując wejście drewnianymi deskami pokrytymi smołą. Rozeszły się jednak plotki po okolicy o jego pomocy udzielanej Żydom. Niemcy aresztowali Betiuka i dotkliwie pobili, ten jednak nie wydał miejsca ukrycia żydowskich sióstr. Ukrywał je aż do lipca 1944 r., gdy obszar jego wioski zajęła Armia Czerwona. Wspierał je, dostarczał żywność, ubrania i niezbędne akcesoria. Po wojnie poślubił Bruchę, która przeszła na katolicyzm.
16 lutego 1984 r. Instytut Jad Waszem uhonorował Stanisława Betiuka medalem „Sprawiedliwy wśród Narodów Świata”.